# 立川志遊
立川 志遊（たてかわ しゆう、1967年5月17日 - ）は東京都北区赤羽出身の落語家。本名∶樋口 浩司。落語立川流所属。出囃子は「並木駒形」。

## 経歴
1991年3月 テレビで見た七代目立川談志の落語『黄金餅』に心を射抜かれ、在学していた埼玉大学を中退し落語立川流に入門。前座名「志楼」。
1999年11月 二ツ目昇進、高座名「志遊」と改名。
2009年6月 真打昇進。

## 芸歴
- 1991年3月 - 七代目立川談志に入門、前座名「志楼」[1]。
- 1999年11月 - 二ツ目昇進、「志遊」と改名[1]。
- 2009年6月 - 真打昇進[1]。

## 人物
正当派の古典落語を大事にする。毒々しさが控えめの柔らかい口調が特徴で、端正な語り口が特徴。得意ネタは「狸賽」「笑茸」「ねずみ」など。物腰の柔らかい個性を生かした人情噺が聞き所である。
「日暮里寄席」や「上野広小路亭」で行われる立川流一門の定期興行内で「志遊の会」という独演会を積極的に実施している。
血液型はB型。
真打ち披露宴には毒蝮三太夫が出席した。ラジオ番組「マルエツ・ミュージックプレゼント」の収録会場で志遊の義父がそのことを自慢した。毒蝮は「2000万円持っていったっけな」とこれに応え、現場を沸かせた。
「平塚発」の新しい落語を望む市民団体の声に応えて、創作落語『源平盛衰記外伝 石橋山合戦相模武士の誉〜真田与一編〜』を完成させた。
メジャーリーグベースボールの「ボルチモア・オリオールズ」のファンである。